# Новоуренгойський завод підготовки конденсату до транспортування
Новоуренгойський завод підготовки конденсату до транспортування (Новоуренгойський ЗПКТ) – підприємство нафтогазової промисловості, яке діє у Тюменській області Росії. 
Конденсат, отриманий під час розробки родовищ Надим-Пур-Тазівського регіону містить суттєві обсяги легких гомологів метану, а тому перед транспортуванням потребує додаткової підготовки. З цією метою в 1985 році в Новому Уренгої ввели в дію першу чергу заводу підготовки конденсату, яка, зокрема, включала установку деетанізації потужністю 6,16 млн тон на рік. В 2001-му стала до ладу друга установка деетанізації такої ж потужності. Станом на середину 2010-х завод приймав біля 11 млн тон конденсату на рік, при цьому планували збільшити його потужність ще на 4 млн тон за умови успішного розвитку проекту розробки ачимівської свити, яка вирізняється складними геологічними умовами.  
Завод розташований в центрі унікального Уренгойського родовища та отримує додатковий ресурс по конденсатопроводах Ямбург – Уренгой та Заполярне – Новий Уренгой.
Підготований конденсат відправляли по конденсатопроводу Уренгой – Сургут, тоді як газ деетанізації використовували як паливний. З метою монетизації ресурсу етану наприкінці 2000-х почали зведення Новоуренгойського газохімічного комплексу, проте цей проект загальмував та станом на 2023 рік так і не був введений в експлуатацію. При цьому з 2018-го у складі ЗПКТ почала роботу установка переробки газу деетанізації, отриманий на якій товарний газ закачується до газотранспортної системи. 
Також майданчик має:
- запущені в 1985 та 1987 роках дві установки продукування дизельного пального сукупною проектною потужністю 200 тисяч тон на рік (досягнута фактична потужність 350 тисяч тон);
- введену в дію у 1989-му установку отримання пропан-бутанової фракції річною проектною потужністю 129 тисяч тон (досягнута фактична потужність 229 тисяч тон);
- запущену в 2013-му установку продукування авіаційного керосину, яка може забезпечити потреби місцевого аеропорту. 
В 2021 році на установці детанізації першої черги сталась пожежа, яка завдала їй серйозних пошкоджень.